# Selaginella kashmiriana
Selaginella kashmiriana là một loài dương xỉ trong họ Selaginellaceae. Loài này được R.D. Dixit mô tả khoa học đầu tiên năm 1984.
Danh pháp khoa học của loài này chưa được làm sáng tỏ. 